# Stewart de Darnley
Stewart de Darnley, também conhecidos como Lennox Stewarts, eram uma notável família escocesa, um ramo do Clã Stewart, que forneceu aos monarcas Stuart ingleses sua descendência Stuart de linhagem masculina, após a união de seu ramo com o ramo de realeza escocesa.
Em 1565, o ramo de Darnley foi reunido com a Casa Real de Stuart quando Henrique Stuart, Lord Darnley, casou-se com sua prima meio-irmã, Mary, Rainha da Escócia. Apesar do que seu sobrenome comum sugere, eles não eram parentes próximos pelo fato de ambos serem Stuarts - sendo apenas primos de nono grau, uma vez removidos na linhagem masculina. Foi antes através da sua avó partilhada, Margaret Tudor (filha do rei Henrique VII de Inglaterra ) que eles se relacionaram, o que deu a ambos os seus direitos ao trono inglês. O filho de sua união , Jaime VI dos Escoceses, sucedeu ao trono da Inglaterra e ao trono da Irlanda como Jaime I.
A reivindicação de Lorde Darnley ao trono escocês também não se devia ao fato de ele ser um Stuart, mas sim por meio de sua bisavó, Elizabeth Hamilton, neta de Jaime II.
Os últimos reis e rainhas ingleses da Casa de Stuart, de Jaime I e Carlos I em diante, eram mais propriamente membros da Casa de Stewart de Darnley, e todos recorreram à sua herança feudal em Lennox.

## Origens e nome

Brasão de Sir John Stewart (falecido em 1298).

Os Stewarts de Darnley eram descendentes de Sir John Stewart (falecido em 1298), o segundo filho de Alexander Stewart, 4.º Alto Administrador da Escócia . Seu nome é derivado de Derneley, um baronato feudalna paróquia de Eastwood, em Renfrewshire . Estava localizado 1,5 mi (2,4 km) a leste de Barrhead, atual Darnley, dentro da cidade de Glasgow.
Em 1356, Robert Stuart, Príncipe e Grande Regente da Escócia, concedeu o baronato a Sir John Stewart, o filho mais velho de Sir Alan Stewart de Dreghorn . Como os Royal Stewarts, os Stewarts de Darnley usavam a grafia ' Stuart ' e ' Stewart ' em seu sobrenome.
Ancestrais
- Alexander Stewart, 4.º Alto Administrador da Escócia
- Sir John Stewart (falecido em 1298)
- Alan Stewart de Dreghorn (falecido em 1333)
- Alexandre Stewart de Darnley (falecido em 1374)
- Alexandre Stewart de Darnley (falecido em 1404)
- John Stewart de Darnley (falecido em 1429)
- Alan Stewart de Darnley (falecido em 1439)

## Senhorio de Aubigny

Armas de Sir John Stewart de Darnley

Sir John Stewart de Darnley (falecido em 1429) lutou na Guerra dos Cem Anos sob o comando de seu homônimo e primo distante John Stewart, 2.º Conde de Buchan, no exército de Carlos VII da França . Pelos seus serviços, foi recompensado com as terras de Aubigny-sur-Nère e Concressault, que foram dadas ao segundo filho da família para que pudessem viver em França para fortalecer a Auld Alliance.
Membros notáveis deste ramo foram:
- Bernard Stewart, 4.º Senhor de Aubigny, comandante da Garde Écossaise ; comandante dos exércitos de Carlos VIII de França e Luís XII de França durante as Guerras Italianas .
- Robert Stewart, 5.º Lorde de Aubigny, Marechal da França ; lutou na Batalha de Marignano e na Batalha de Pavia .
- George Stewart, 9.º Seigneur d'Aubigny, lutou com os franceses contra os espanhóis na Batalha de Montjuïc (1641) ; morto durante a Guerra Civil Inglesa na Batalha de Edge Hill.

## Conde de Lennox

Armas de John Stewart, primeiro conde de Lennox

O filho mais velho de Sir Alan Stewart de Darnley (falecido em 1439) era John Stewart, Lord Darnley, chefe da Casa de Stewart de Darnley, que foi nomeado Conde de Lennox em 1488. Ele morreu em 1495 e foi sucedido pelos seguintes descendentes:
- Matthew Stewart, 2.º Conde de Lennox (1488-ob Flodden, 1513)
- John Stewart, 3.º Conde de Lennox (ob 1526)
- Matthew Stewart, 4º Conde de Lennox (1516–1571)

Em 1580, o chefe da Casa de Stuart, o rei Jaime VI dos Escoceses, concedeu o título de Duque de Lennox a Esmé Stewart, 1.º Duque de Lennox, um primo e membro de um ramo francês dos Royal Stewarts. 
Os seguintes membros ingleses da Casa de Stuart de Darnley foram denominados Condes de Lennox pela Coroa Inglesa, embora o Rei dos Escoceses, em cujo reino residia o condado de Lennox, não tenha reconhecido o título:
- Charles Stuart, 1.º Conde de Lennox (1555–1576), segundo filho do 4º Conde da segunda criação
- Lady Arbella Stuart (1575–1615) (anulada)

## Requerentes ao trono inglês
Em 1544 , Matthew Stewart, 4.º Conde de Lennox casou-se com Margaret Douglas, neta de Henrique VII. Seus filhos Henrique Stuart, Lorde Darnley e Charles Stuart, 1.º Conde de Lennox, foram considerados pelos contemporâneos como tendo uma reivindicação credível ao trono da Inglaterra.
Margaret Douglas foi fruto da união de 1514 de Margaret Tudor, rainha viúva da Escócia e filha mais velha de Henrique VII com Archibald Douglas, 6.º Conde de Angus . Nascida na Inglaterra e criada na corte de seu tio Henrique VIII, Margarida foi a herdeira oficialmente reconhecida de Henrique entre a desgraça de Ana Bolena e o nascimento do futuro Eduardo VI.
Em 1565 , Henrique Stuart, Lorde Darnley casou-se com sua prima Maria, Rainha da Escócia, como ele, descendente de Margaret Tudor e Henrique VII.  A descendência de Maria do primeiro casamento de Margaret Tudor com Jaime IV da Escócia também a colocou na linha para o trono inglês, mas muitos argumentaram que a reivindicação de Margaret Douglas era superior, pois Margaret e seus filhos Henrique Stuart, Lorde Darnley e Charles Stuart, primeiro conde de Lennox nasceu na Inglaterra. Segundo o costume inglês, é desejável que o monarca seja naturalizado ou nascido na Inglaterra.
Ao se casar com Darnley, Mary neutralizou uma perigosa reivindicação rival ao trono da Inglaterra, ao mesmo tempo que fortaleceu a de sua própria casa. Em 1603, o filho de Mary e Darnley, Jaime VI da Escócia, sucedeu a Elizabeth I como Rei da Inglaterra, unindo assim as coroas da Inglaterra e da Escócia e estabelecendo as bases para o futuro Reino Unido.